# Злоцький Потік (потік)
Злоцький Потік (пол. Złocki Potok (dopływ Dunajca), Zelina Biskupska, Zelina) — гірський потік у Польщі, у Бжеському повіті Малопольського воєводства. Лівий доплив Дунайця, (басейн Балтійського моря).

## Опис
Довжина потоку приблизно 8,87 км, падіння потоку 100  м, похил потоку 11,15  м/км, найкоротша відстань між витоком і гирлом — 6,25  км, коефіцієнт звивистості потоку — 1,44 . Формується багатьма безіменними потоками та частково каналізована. На мапі Геопорталу є 3 потоки, що називаються Зеліна. Для розрізнення їх назвали Зеліною Золотою, Зеліною Чховською та Зеліною Юрковською.

## Розташування
Бере початок на висоті 320 м над рівнем моря у селі Бесядкі (гміна Гнойник). Тече переважно на південний схід через Домославиці і у селі Бескупіце-Мельштинські впадає у річку Дунаєць, праву притоку Вісли.

## Цікаві факти
- У пригирловій частині потік перетинає автошлях місцевого значення № 980.
- У селі Бескупіце-Мельштинські на правому березі потоку розташований оздоровчий центр Курорт Хорватія[4].
- На верхів'ї потоку пролягає туристичний шлях, який на мапі туристичній значиться червоним кольором (Бжесько — Бесядкі — Госпшидова — Ясень)[5].